# Chaetospermum chaetosporum
Chaetospermum chaetosporum är en svampart som först beskrevs av Narcisse Theophile Patouillard, och fick sitt nu gällande namn av A.L. Sm. & Ramsb. 1914. Chaetospermum chaetosporum ingår i släktet Chaetospermum, divisionen sporsäcksvampar och riket svampar.   Inga underarter finns listade i Catalogue of Life.